# Showroom Dummies
Showroom Dummies è un singolo del gruppo musicale tedesco Kraftwerk, pubblicato nel 1977 in esclusiva per il mercato internazionale come secondo estratto dall'album Trans Europa Express.

## Descrizione
Uno dei brani maggiormente incisivi dell'album Trans-Europe Express, Showroom Dummies stato pubblicato in tre differenti lingue: tedesco, inglese e francese.
(Wolfgang Flür)
Il singolo è stato pubblicato dalla Capitol Records tra il 1977 e il 1982 in numerose edizioni con differenti lati B.

## Tracce
7" (Regno Unito)
1. Showroom Dummies (Edited Version)
2. Europe Endless (Edited Version)

12" (Regno Unito)
1. Showroom Dummies – 6:09 (Ralf Hütter)
2. Europe Endless – 9:34 (Ralf Hütter, Florian Schneider)

7" (Francia)
1. Les mannequins – 2:30 (Ralf Hütter, Maxime Schmitt)
2. The Hall of Mirrors – 4:41 (Ralf Hütter, Florian Schneider, Emil Schult)

7" (Spagna)
1. Showroom Dummies (Pasarela de maniquíes) – 4:33
2. The Hall of Mirrors (La sala de los espejos) – 3:25

12" (Canada, Nuova Zelanda, Stati Uniti)
1. Showroom Dummies – 6:00
2. Les Mannequins – 6:02

12" (Regno Unito)
1. Showroom Dummies – 2:44 (Ralf Hütter)
2. Spacelab – 3:41 (Ralf Hütter, Karl Bartos)
3. Europe Endless – 9:48 (Ralf Hütter, Florian Schneider)

7" (Giappone, Regno Unito)
1. Showroom Dummies – 2:38 (Ralf Hütter)
2. The Model – 2:37 (Ralf Hütter, Karl Bartos, Emil Schult)

7" (Giappone)
1. Showroom Dummies (ショールーム・ダミー) – 6:11 (Ralf Hütter)
2. The Robots (ロボット) – 6:11 (Ralf Hütter, Karl Bartos, Florian Schneider)

7" (Bolivia, Irlanda, Regno Unito)
1. Showroom Dummies – 2:38 (Ralf Hütter)
2. Numbers Re-Mix – 2:37 (Ralf Hütter, Karl Bartos, Florian Schneider)

12" (Regno Unito)
1. Showroom Dummies – 2:38 (Ralf Hütter,)
2. Pocket Calculator – 4:55 (Ralf Hütter, Florian Schneider, Karl Bartos, Emil Schult)
3. Numbers (Re-Mix) – 2:37 (Ralf Hütter, Florian Schneider, Karl Bartos, Emil Schult)

## Formazione
Gruppo
- Ralf Hütter – voce, sintetizzatore, Orchestron Synthanorma Sequenzer, elettronica
- Florian Schneider – voce, vocoder, Votrax, sintetizzatore, elettronica
- Wolfgang Flür – percussioni elettroniche
- Karl Bartos – percussioni elettroniche

Produzione
- Ralf Hütter – produzione, ricostruzione copertina (riedizione del 2009)
- Florian Schneider – produzione
- Peter Bollig – registrazione al Kling Klang Studio
- Thomas Kuckuck – missaggio al Rüssl Studio
- Bill Halverson – ingegneria del suono al Record Plant
- Maurice Seymour – fotografia (New York)
- J. Stara – fotografia (Parigi)
- Ink Studios – topografia